# Maszkat kormányzóság

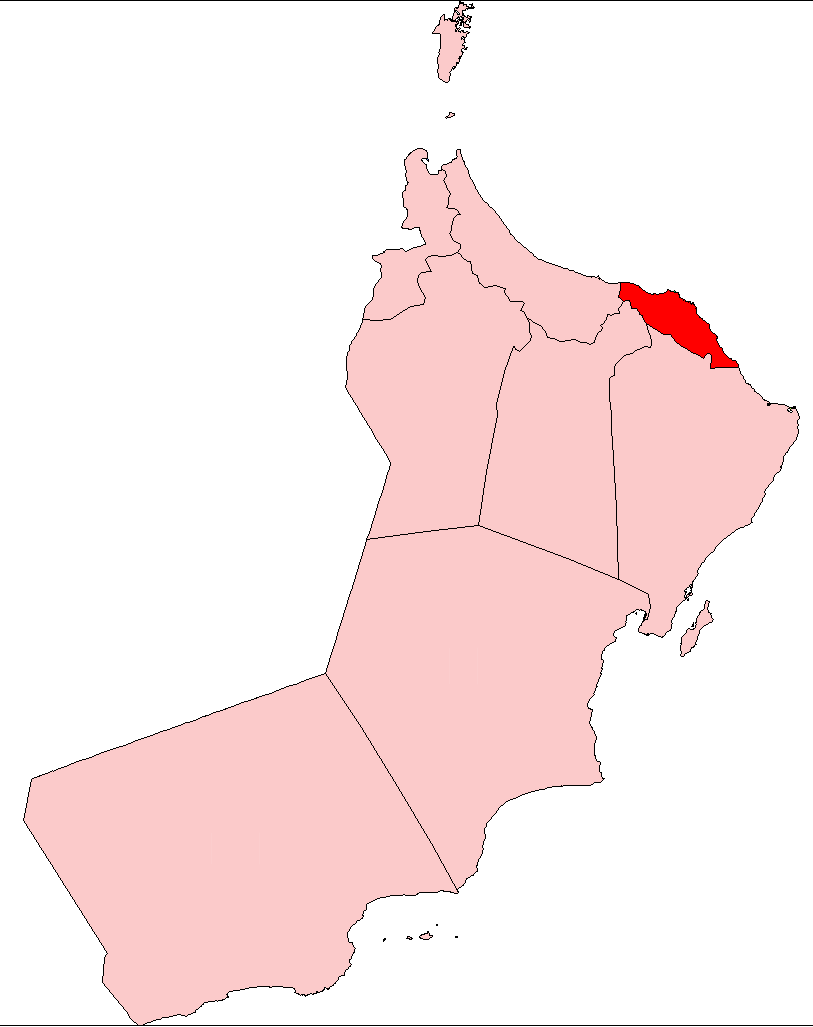
Maszkat kormányzóság elhelyezkedése Ománon belül

Maszkat kormányzóság (arabul محافظة مسقط [Muḥāfaẓat Masqaṭ]) az Omán kilenc tartománya közé tartozó négy kormányzóság egyike az ország északkeleti részén. Északon az Ománi-öböl, délkeleten a Keleti régió, délnyugaton Záhira régió, nyugaton pedig Bátina régió határolja. Székhelye esz-Szíb városa, nem az itt található főváros, Maszkat. Területe 3 500 km², lakossága a 2010-es népszámlálás adatai szerint 775 878 fő (az összlakosság 28%-a).

## Közigazgatási beosztása
Maszkat kormányzóság hat körzetre (vilája) oszlik. Ezek: Ámrát, Bausar, Kuriját, Maszkat, Matrah, Szíb.

## Fordítás
Ez a szócikk részben vagy egészben  a   Liste der Regionen und Distrikte in Oman című német Wikipédia-szócikk ezen változatának fordításán alapul.  Az eredeti cikk szerkesztőit annak laptörténete sorolja fel. Ez a jelzés csupán a megfogalmazás eredetét és a szerzői jogokat jelzi, nem szolgál a cikkben szereplő információk forrásmegjelöléseként.